# Grüne Woche

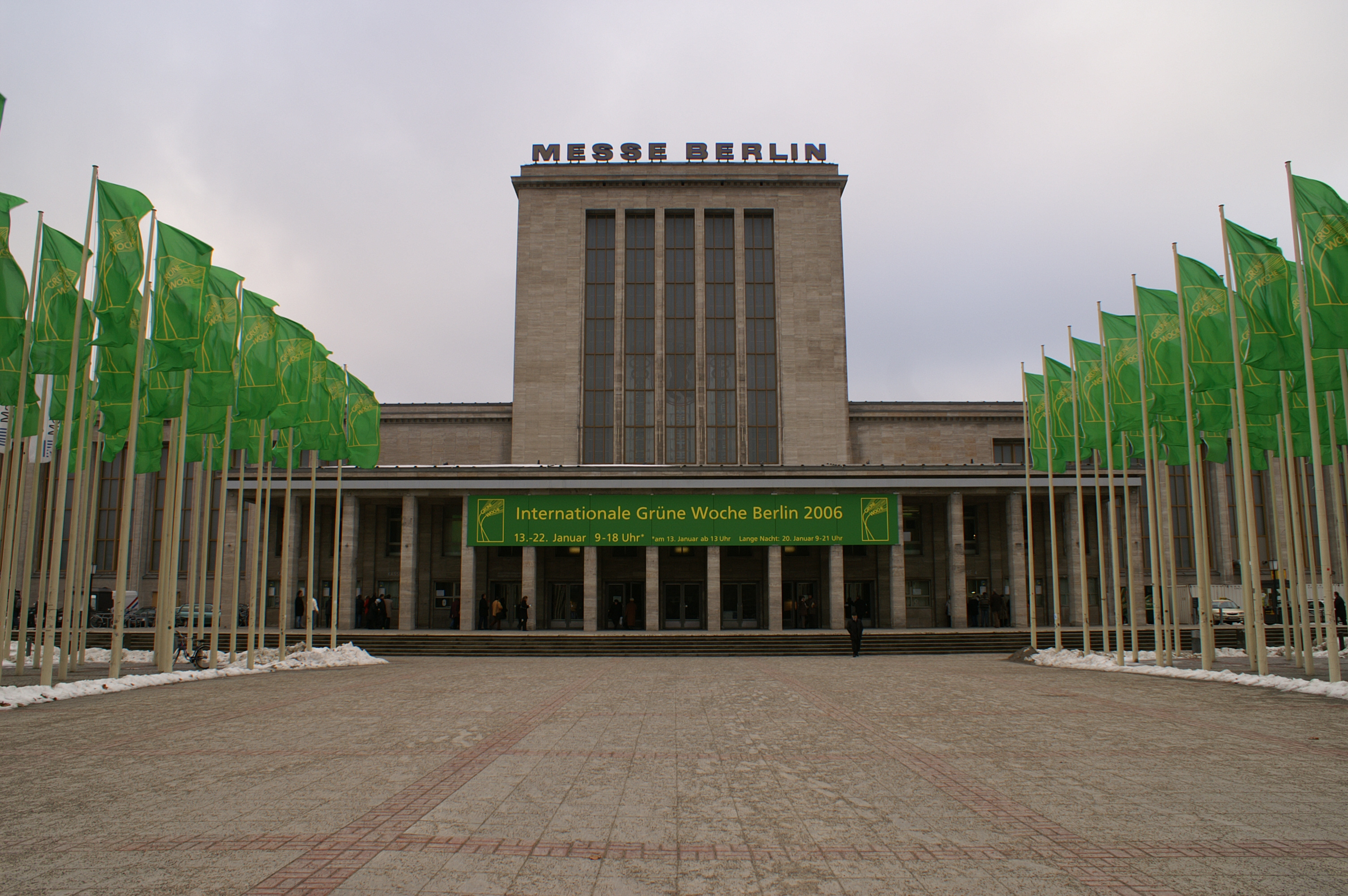
Internationale Grüne Woche 2006

Grüne Woche, egentligen Internationale Grüne Woche Berlin, är en bred lantbruksmässa på Messe Berlin som samlar deltagare och besökare från hela världen, såväl branschfolk som allmänhet. Här samlas livsmedelsbranschen, jordbruksbranschen och trädgårdsbranschen. Varje år kommer cirka 400 000 besökare.